# Serginho Baiano
Pour les articles homonymes, voir Serginho.
Elisérgio da Silva, plus communément appelé Serginho Baiano est un footballeur brésilien né le 5 janvier 1978 à Rio Real. Il était attaquant.